# Acalypha katharinae
Acalypha katharinae är en törelväxtart som beskrevs av Ferdinand Albin Pax. Acalypha katharinae ingår i släktet akalyfor, och familjen törelväxter. Inga underarter finns listade i Catalogue of Life.